# عبد العزيز الفهيقي
عبد العزيز مضحي الفهيقي (مواليد 18 أكتوبر 2003) هو لاعب كرة قدم سعودي يلعب حالياً في نادي العروبة.